# Waldyr Boccardo
Waldyr Geraldo Boccardo (São Manuel, 1936. január 28. – Rio de Janeiro, 2018. november 18.) olimpiai bronzérmes, világbajnok brazil kosárlabdázó.

## Pályafutása
Az 1959-es Santiago de Chile-i világbajnokságon aranyérmes lett a brazil válogatottal. Tagja volt az 1960-as római olimpián bronzérmet szerző csapatnak.

## Sikerei, díjai
- Olimpiai játékok
  - bronzérmes: 1960, Róma
- Világbajnokság
  - aranyérmes: 1959, Santiago de Chile